# Malaknúkur
Malaknúkur è una montagna alta 777 metri sul mare situata sull'isola di Streymoy, la maggiore dell'arcipelago delle Isole Fær Øer, in Danimarca.
È la sedicesima montagna, per altezza, dell'intero arcipelago, e la terza, sempre per altezza, dell'isola.